# Japans konservative parti
Det konservative parti i Japan ( japansk: 日本保守党, Nippon Hoshutō ) er et konservativt  politisk parti i Japan grundlagt af romanforfatteren Naoki Hyakuta og journalisten Kaori Arimoto i 2023.

## Historie
Den 12. juni 2023 erklærede forfatteren og højreorienterede politiske kommentator Naoki Hyakuta, at han ville stille op til det japanske Repræsentanternes Hus og danne et nyt parti, hvis 'LGBT Forståelsesloven', som på tidspunktet for hans erklæring stadig var til overvejelse og debat i Japans parlament, blev vedtaget. Fire dage senere, den 16. juni, blev den pågældende lov vedtaget og iværksat af parlamentet. Som et resultat annoncerede han dannelsen af partiet sammen med journalisten og ligeledes højreorienterede politiske kommentator Kaori Arimoto.
Dette parti blev lanceret den 1. september 2023 med et foreløbigt navn "Hyakuta New Party" (百田新党), samtidig med at det præciseres, at officielle aktiviteter skulle begynde i oktober 2023.
Den 2. september 2023 meddelte partileder Hyakuta, at han ville afsløre partiets officielle navn, hvis partiets officielle Twitterkonto nåede 200.000 følgere. Den 13. september 2023 nåede den førnævnte kTwitter-konto sit mål på 200.000 følgere, og partiets officielle navn, 'Japans konservative parti' blev afsløret.
Den 14. september 2023 blev Kosaka Eiji, et tidligere uafhængigt medlem af Arakawa City-forsamlingen, medlem af det Konservative Parti og gav partiet sine første nogensinde pladser i lokale forsamlinger.

## Politikker
Per september 2023 er det uklart, hvilke politikker og platforme det Konservative Parti har, da partiet endnu ikke er blevet officielt lanceret.